# 2001 w Wojsku Polskim
Kalendarium Wojska Polskiego 2001 – strona przedstawia wydarzenia w Wojsku Polskim w roku 2001.

## Styczeń
1 stycznia
- utworzono 12 Bazy Lotniczą, 32 Bazę Lotniczą, 3 eskadrę lotnictwa taktycznego, Batalion Reprezentacyjny Wojska Polskiego
- na bazie 5 Brygady Saperów w Szczecinie Podjuchach utworzono 5 pułk inżynieryjny[1].

4 stycznia
- francuska prasa poinformowała, że w latach 1991–1992 Polska sprzedała do Birmy 24 śmigłowce "Sokół" łamiąc tym samym embargo Unii Europejskiej[2].

5 stycznia
- Francja zaproponowała Polsce sprzedaż lub leasing 60 samolotów Mirage 2000 – 5MK2[2]

10–14 stycznia
- na Słowacji odbyły się międzynarodowe mistrzostwa patroli górskich. Polskę reprezentował patrol 22 Karpackiej Brygady Piechoty Górskiej[2].

11 stycznia
- NATO powołało specjalną komisję, która zajęła się ewentualnymi skutkami użycia na Bałkanach pocisków ze zubożonym uranem[2]

17–18 stycznia
- w Świętoszowie gościła delegacja holenderskiej 1 Dywizji Zmechanizowanej[3]

18 stycznia
- z 304 stanowisk dowódczych i technicznych przyznanych polskim żołnierzom w strukturach NATO, które powinny być obsadzone do końca 2004 roku, zajętych było 185[3]

19 stycznia
- podpisano umowę z niemiecką firmą na budowę sześciu stanowisk radarowych[3]

29 stycznia–9 lutego
- oficerowie 10 Brygady Kawalerii Pancernej wzięli udział w ćwiczeniu p.k. "Centaur Signal", zorganizowanym przez holenderską 1 Dywizję Zmechanizowaną[3]

31 stycznia
- Rząd RP przyjął sześcioletni plan modernizacji armii. Jego główne założenia to: zmniejszenie wojska do poziomu 150 000 żołnierzy, wdrożenie reform instytucji wojskowych, wycofanie przestarzałego sprzętu, pozbycie się zbędnej infrastruktury[3].

## Luty
3 lutego
- na poligonie orzyskim rozpoczęła ćwiczenia niemiecka 39 Brygada Pancerna "Turyngia". Z niemieckimi żołnierzami ćwiczyły też polskie pododdziały[3]

7 lutego
- płk Franciszek Kochanowski został dowódcą Nordycko-Polskiej Grupy Bojowej wchodzącej w skład SFOR[3]

14 lutego
- polscy eksperci wojskowi przebadali próbki przywiezione z Kosowa i wykluczyli możliwość skażenia polskich żołnierzy zubożonym uranem[3]

16 lutego
- w Beren-Hone ćwiczyli żołnierze niemieckiego 33 batalionu czołgów 21 Brygady Grenadierów Pancernych i 10 Brygady Kawalerii Pancernej[3]

16 lutego
- artylerzyści 10 Brygady Kawalerii Pancernej przebywali w 7 pułku artylerii 7 Dywizji Pancernej w Dulmen[3]

20 lutego
- Rada Bezpieczeństwa Narodowego stwierdziła, że w interesie Polski leży, aby inicjatywa obrony przeciwrakietowej objęła również sojuszników z NATO. Potwierdziła również, że Polska zamierza włączyć się do tworzenia europejskich sił obronnych, jednak nie może się to odbywać kosztem NATO[3].

22–26 lutego
- w Manchesterze dowództwo 4 pułku przeciwlotniczego uczestniczyło w sympozjum obrony przeciwlotniczej do ćwiczenia "Arrcade Guard"[3]

28 lutego
- Szef Sztabu Generalnego WP wydał rozkaz nr Pf. 66/Org./P5 o rozformowaniu w terminie do dnia 31 grudnia 2001 roku 8 Bałtyckiej Dywizji Obrony Wybrzeża im. Bartosza Głowackiego[1].

## Marzec
2 marca
- amerykański zespół inspekcyjny zakończył lot obserwacyjny nad Polską. Na pokładzie samolotu OC-135B obserwatorom towarzyszyli polscy kontrolerzy[3]

3 marca
- podjęto decyzję o likwidacji lotniska wojskowego w Zegrzu Pomorskim i stacjonującej tam 9 eskadry lotnictwa taktycznego[3]

8 marca
- minister obrony narodowej Bronisław Komorowski odtajnił 194 dokumenty dotyczące udziału wojska w wydarzeniach marcowych 1968 roku[3]

12 marca
- w drugą rocznicę wstąpienie Polski do NATO, przed gmachem Ministerstwa Obrony Narodowej została wciągnięta na maszt flaga NATO. Minister Bronisław Komorowski zapowiedział, że od tej pory błękitna flaga już stale będzie powiewała przed budynkiem ministerstwa[3].

13 marca
- 6 batalion logistyczny w Krakowie otrzymał imię generała dywizji Ignacego Prądzyńskiego[4]

16 marca
- ćwiczebny lot obserwacyjny nad Polską wykonał włoski zespół inspekcyjny na pokładzie samolotu C-130 H Hercules[3]

20 marca
- podsekretarz stanu w MON ds. społecznych Robert Lipka złożył dymisję z zajmowanego stanowiska[3]

23 marca
- na ukraińskim poligonie ćwiczyli żołnierze Polsko-Ukraińskiego Batalionu Sił Pokojowych[3]

27 marca
- ukazał się rozkaz dowódcy 4 Dywizji zmechanizowanej gen. bryg. Zbigniewa Szury nakazujący likwidację do 31 grudnia Garnizonu Gubin[5]

28 marca – 6 kwietnia
- na poligonie w Nowej Dębie żołnierze zawodowi POLUKRBAT, LITPOLBAT oraz polskiego komponentu Brygady Sił Dyspozycyjnych ONZ o Wysokim Stopniu Gotowości wzięli udział w ćwiczeniu p.k. "Mapie Arch-01"[6]

31 marca
- rozformowano 4 Lubuskiej Dywizji Zmechanizowanej im. płk. Jana Kilińskiego

## Kwiecień
2 kwietnia
- patrol z polsko-ukraińskiego batalionu sił KFOR wykrył w pobliżu granicy kosowsko-macedońskiej skład broni i amunicji należący do separatystów albańskich[6]
- gen. dyw. Zygmunt Sadowski objął dowodzenie Wielonarodowym Korpusem Północ-Wschód[6]
- minister obrony narodowej Bronisław Komorowski przekazał prezesowi Instytutu Pamięci Narodowej prof. Leonowi Kieresowi materiały archiwalne Informacji Wojskowej, Wojskowej Służby Wewnętrznej z lat 1943-1970 oraz Zarządu II Sztabu Generalnego WP z lat 1944-1990[6]

7 kwietnia
- opuszczono banderę na okręcie transportowym ORP "Cedynia". Jednostka została wycofana z uzbrojenia Marynarki Wojennej[6]

9 kwietnia
- obowiązki wiceministra obrony narodowej ds. społecznych i parlamentarnych objęła Jadwiga Zakrzewska[6]

14 kwietnia
- oficerowie 1 batalionu strzelców podhalańskich powrócili z międzynarodowych ćwiczeń poza kołem polarnym[6]
- w Bergen-Hohne oficerowie 10 batalionu rozpoznawczego strzelców konnych obserwowali szkolenie poligonowe niemieckiego 13 batalionu pancernego[6]

20 kwietnia
- żołnierze Sił Obronnych Estonii odwiedzili 9 Brygadę Kawalerii Pancernej[6]
- 4 pułk przeciwlotniczy realizował ćwiczenie którego tłem były konflikty społeczno-polityczne w fikcyjnie stworzonym państwie[6]
- minister obrony narodowej Bronisław Komorowski ogłosił decyzję o uruchomieniu procedury przetargu na wyposażenie polskiego lotnictwa wojskowego w samolot wielozadaniowy[6]

20–27 kwietnia
- trwały ćwiczenia p.k. "Sarex 2001". Polską MW reprezentował ORP "Macko".

23 kwietnia
- kompania z 10 batalionu 10 Brygady Kawalerii Pancernej wyjechała do Bośni i Hercegowiny. Wzięła tam udział w ćwiczeniu p.k. "Dynamie Response 2001"[6].

28 kwietnia
- w Przemyślu odbyła się uroczystość przekazania sztandaru rozformowanej 14 Brygady Pancernej Ziemi Przemyskiej przedstawicielom 14 Brygady Obrony Terytorialnej[6]

## Maj
7–9 maja
- oficerowie 34 Brygady Kawalerii Pancernej wzięli udział w kursie zorganizowanym w Ośrodku Ćwiczeń Taktycznych pod Brandenburgiem[6]

7–11 maja
- na Litwie trwał trening sztabowy p.k. "Blue Hope 2001". prowadziły go sztaby: litewskiej Brygady "Żelazny Wilk" i polskiej 15 Brygady Zmechanizowanej[6]

8 maja
- minister obrony Bronisław Komorowski powołał na trzyletnie kadencje dowódców: Śląskiego Okręgu Wojskowego – gen. bryg. Jerzego Baranowskiego, Pomorskiego Okręgu Wojskowego – gen. dyw. Leszka Chyłę, 1 Korpusu Zmechanizowanego – gen. bryg. Zbigniewa Głowienkę i 2 Korpusu gen. bryg. Mieczysława Stachowiaka[6]

10 maja
- przedstawiciele Biura Rzecznika Praw Obywatelskich badali przestrzeganie praw obywatelskich w jednostkach 16 Pomorskiej Dywizji Zmechanizowanej[6]

10–18 maja
- w Akademii Obrony Narodowej przeprowadzono ćwiczenie dowódczo-sztabowe p.k. "Mazury 2001"[6]

14 maja
- zakończyły się ćwiczenia stałego zespołu sił przeciwminowych NATO Europy Północnej. Polską MW reprezentował ORP „Mewa” i ORP „Czajka”[6]

14–20 maja
- na wodach zatok: Pomorskiej, Meklemburskiej i Kilońskiej trały ćwiczenia sił trałowo-minowych państw NATO p.k. "Baltica 2001"[6]

14 maja
- Ministerstwo Obrony Narodowej podpisało z Polskimi Zakładami Lotniczymi w Mielcu umowę na dostawę do Wojsk Lotniczych i Obrony Powietrznej 10 lekkich samolotów transportowych M2 8B "Bryza"[6]

21 maja–1 czerwca
- w Mińsku Mazowieckim odbyły się ćwiczenia WLOP i USAF p.k. "Sentry White Eagle 2001"[6]

22–23 maja
- w Krakowie trwało ćwiczenie dowódczo-sztabowe "Maj 2001". Ćwiczono zabezpieczenie mobilizacyjnego i operacyjnego rozwinięcia wojsk[6]

24 maja
- 15 Wielkopolska Brygada Zmechanizowana przeszła w podporządkowanie 11 Dywizji Kawalerii Pancernej[6]
- natowskie ćwiczenia p.k. "Ardent Ground" zostały odwołane ze względu na możliwość rozprzestrzenienia się pryszczycy[6]

24–26 maja
- sztab polsko-ukraińskiego batalionu POLUKRBAT ćwiczył na poligonie procedury niezbędne do wypełniania zadań KFOR[6]

25 maja
- uchwalona została nieobowiązująca już ustawa o przebudowie i modernizacji technicznej oraz finansowaniu Sił Zbrojnych Rzeczypospolitej Polskiej w latach 2001–2006[7]
- uchwalona została nieobowiązująca już ustawa o odpowiedzialności majątkowej żołnierzy[8]
- śmigłowce ratownicze Marynarki Wojennej Mi-14 PS i Anakonda oraz ORP "Semko"

wzięły udział w ćwiczeniu "Cooperative Baltic Eye 2001".
- 15 Sieradzka Brygady Radioliniowo-Kablowa przeszła w podporządkowanie dowództwa garnizonu Warszawa[6]

29 maja
- we wrocławskim Wojewódzkim Sztabie Wojskowym przebywała czeska delegacja 25 Oddziału OT Hradec Kralove[6]
- w Sulechowie na bazie 5 Pułku Artylerii szkoliła się kierownicza kadra wojsk rakietowych i artylerii ŚOW[6]

30 maja
- minister obrony narodowej Bronisław Komorowski i prezes Legii Akademickiej podpisali porozumienie o współpracy.
- w Elblągu przebywała grupa rosyjskich żołnierzy z 1 Dywizji Zmechanizowanej z Królewcu.
- w Bratysławie ministrowie obrony Polski, Słowacji i Czech podpisali memorandum w sprawie utworzenia wspólnej jednostki wojskowej[6]

31 maja
- Polska przekazała Norwegii kierownictwo nad Komitetem Kierującym Wielonarodową Brygadą Szybkiego Rozwinięcia do Operacji SHIRBRIG[6]

## Czerwiec
1 czerwca
- ORP „Orzeł” uczestniczył w obchodach 100. rocznicy utworzenia brytyjskiej floty podwodnej[6]

1–7 czerwca
- w Brzegu odbyły się zawody użyteczno-bojowe drużyn rozpoznania inżynieryjnego Śląskiego Okręgu Wojskowego[6]

6 czerwca
- nakładem Domu Wydawniczego Bellona ukazała się pierwsza Biała Księga Ministerstwa Obrony Narodowej[6]
- Wojewódzki Sztab Wojskowym odwiedziła delegacji 76 Komendantury Obrony Terytorialnej z Drezna[6]

7 czerwca
- dowódcy duńskiej Eskadrille 500 Vedbaek i niemieckiej Radarfuhrungsabteilung 16 Colpin podpisali w Gryficach umowę o współpracy jednostek z 28 batalionem radiotechnicznym WLOP[6]

8 czerwca
- w Skierniewicach pożegnano sztandar 13 batalionu radioliniowo-kablowego[6]

na przyzakładowym poligonie Huty Stalowa Wola zaprezentowano prototyp polskiej armatohaubicy "Krab"
- dowódca 7 Dywizji Pancernej Bundeswehry gen. Jiirgen Ruwe odwiedził sztab 11 Dywizji Kawalerii Pancernej w Żaganiu[6]

12 czerwca
- zakończyły się międzynarodowe ćwiczenia "BALTOPS 2001". Wzięło w niej udział ponad 40 okrętów, samoloty i śmigłowce z 14 państw NATO[9]

22 czerwca
- Sejm RP uchwalił ustawę o ustanowieniu programu wyposażenia sił zbrojnych w samolot wielozadaniowy oraz znowelizował ustawę o dyscyplinie wojskowej[9]
- Senat RP przyjął ustawę o przebudowie, modernizacji technicznej i finansowaniu sił zbrojnych w latach 2001–2006[9]
- w Zatoce Pomorskiej zakończyły się polsko-holenderskie ćwiczenia p.k. "PASSEX". Marynarze ćwiczyli poszukiwanie i niszczenie min oraz obiektów niebezpiecznych dla żeglugi[9].
- do służby wszedł zmodernizowany niszczyciel min ORP "Flaming"[9]

23 czerwca
- dowódca Korpusu Powietrzno-Zmechanizowanego, gen. bryg. Mieczysław Stachowiak wręczył dowódcy 6 batalionu logistycznego 6 BDSz sztandar. jednostka przyjęła imię gen. Ignacego Prądzyńskiego[9]
- żołnierze 1 bz 15 Wielkopolskiej Brygady Kawalerii Pancernej zakończyli szkolenie poligonowe[9]

24 czerwca
- 16 batalion dowodzenia 16 DZ otrzymał nazwę "Ziemi Elbląskiej"[9]

## Lipiec
6 lipca
- Wojewódzki Sztab Wojskowy w Rzeszowie ćwiczył "Zabezpieczenie operacyjnego rozwinięcia, planowanie obrony terytorialnej, w tym realizację zadań HNS na terenie województwa i osłonę granicy państwowej"[9]
- nie doszedł do skutku pierwszy polski offset zbrojeniowy. Wojsko straciło 90 min zł zarezerwowanych na zakup trzech systemów precyzyjnego lądowania. Minister Bronisław Komorowski zlecił Departamentowi Kontroli MON sprawdzenie, czy zawinili pracownicy resortu obrony narodowej[9].

11 lipca
- dowódca Wojsk Lotniczych i Obrony Powietrznej wydał rozkaz nr PF-90 o rozformowaniu Centralnego Stanowiska Dowodzenia Wojsk Lotniczych i Obrony Powietrznej z dniem 31 grudnia 2001
- minister obrony narodowej Bronisław Komorowski wystąpił do premiera Jerzego Buzka z wnioskiem o natychmiastową dymisję sekretarza stanu w MON Romualda Szeremietiewa w związku z podejrzeniami o korupcję i naruszenie zasad ochrony informacji niejawnych w MON oraz aresztowaniem jego politycznego doradcy Zbigniewa Farmusa[9]

12 lipca
- prezydent Aleksander Kwaśniewski podpisał ustawę o przebudowie i modernizacji technicznej oraz finansowaniu Sił Zbrojnych RP w latach 2001–2006 oraz ustawy o zmianie ustawy o wspieraniu restrukturyzacji przemysłowego potencjału obronnego i modernizacji technicznej sił zbrojnych oraz wykonywaniu konwencji o zakazie prowadzenia badań, produkcji, składowania i użycia broni chemicznej oraz zniszczeniu jej zapasów[9]
- na ukraińskim poligonie odbywało się ćwiczenie p.k. "Tarcza Pokoju 2001". Wzięli w nim udział żołnierze z 20 państw. Polskę reprezentowali oficerowie dowództw: Wojsk Lądowych, 1 i 2 korpusów, sztabów POLUKRBAT, 18 batalionu desantowo-szturmowego i 21 Brygady Strzelców Podhalańskich[9]

13–15 lipca
- pięć polskich okrętów, trzy samoloty i dwa śmigłowce Marynarki Wojennej ćwiczyły ze Stałym Zespołem Sił Morskich NATO na Atlantyku – STANAVFORLANT[9]

20 lipca
- na obszarze Śląskiego i Pomorskiego Okręgu Wojskowego trwały ćwiczenia p.k. "ARCADEROVER 2001". Ćwiczył sztab Korpusu Szybkiego Reagowania Dowództwa Sojuszniczych Sił Zbrojnych NATO w Europie[9]
- do Muzeum Wojska Polskiego w Warszawie przekazano sztandar 20 Brygady Łączności Nadwiślańskich Jednostek Wojskowych MSWiA[9]

24 lipca
- w międzynarodowych pokazach lotniczych "Royal International Air Tatoo 2001" wzięły udział: zespół akrobacyjny "Iskra" z 1 Ośrodka Szkolenia Lotniczego w Dęblinie, samolot AN-26 z 1 eskadry lotnictwa transportowego i samolot Marynarki Wojennej M-28 Bryza 1 R[9]

27–28 lipca
- w Jaworowie i Rzeszowie pożegnano żołnierzy wspólnego batalionu sił KFOR[9]

## Sierpień
4 sierpnia
- wojsko uwzględniło wszystkie wnioski władz wojewódzkich o pomoc. Żołnierze umacniali wały przeciwpowodziowe, udrażniali ciągi komunikacyjne, dostarczali wodę pitną i żywność[9]

7 sierpnia
- Minister Obrony Narodowej powołał dwie komisje w celu przeprowadzenia postępowań o udzielenie zamówienia publicznego na zakup nowoczesnego uzbrojenia dla Wojsk Lądowych: kołowego transportera opancerzonego oraz przeciwpancernych pocisków kierowanych[9]

8 sierpnia
- ORP "Kraków" rozpoczął rejs nawigacyjno-szkoleniowy po Zatoce Meklemburskiej, cieśninach duńskich i wodach terytorialnych Szwecji[9]

12 sierpnia
- ORP "Iskra" wziął udział w regatach "Gurty Sark Tall Ships Races 2001"[9]

15 sierpnia
- prezydent Aleksander Kwaśniewski awansował na stopień generalski 18 oficerów
- ORP "Kaszub" ćwiczył na wodach francuskich z marynarką wojenną Francji poszukiwanie i zwalczanie okrętów podwodnych[9]

16 sierpnia
- żołnierze 6 Brygady Kawalerii Pancernej uczestniczyli w tzw. czterodniówce marszowej w Holandii[9]

29 sierpnia
- minister obrony narodowej Bronisław Komorowski odtajnił około 700 dokumentów opisujących udział wojska w wydarzeniach sierpnia 1980 roku[9]

## Wrzesień
1 września
- podniesiono polskiej bandery na okręcie wsparcia logistycznego ORP "Kontradmirał Xawery Czernicki"

3 września
- w Kielcach trwał Międzynarodowy Salon Przemysłu Obronnego. Wzięło w nim udział 250 firm z 22 krajów, prezentujących przede wszystkim systemy uzbrojenia[10]

3–6 września
- oficerowie polscy obserwowali szkolenie poligonowe pododdziałów niemieckiej 19 Brygady Grenadierów Pancernych[10]

6 września
- 23 Śląska Brygada wyszła ze struktur Śląskiego Okręgu Wojskowego i weszła w podporządkowanie dowódcy 2 Korpusu Zmechanizowanego[10]

7 września
- w Biedrusku odbyły się uroczystości związane z rozwiązaniem 3 Pułku Rakiet[10]

10 września
- żołnierze 1 batalionu strzelców podhalańskich wzięli udział w międzynarodowych ćwiczeniach p.k. "Kozacki Step 2001"[10]

13 września
- Rada Północnoatlantycka NATO stwierdziła, iż jeśli okaże się, że ataki terrorystyczne na Nowy Jork i Waszyngton zostały przeprowadzone przez obce państwo lub organizację, to zgodnie z art. 5 traktatu waszyngtońskiego stanowi on agresję przeciwko wszystkim krajom sojuszu[10].

14 września
- Archiwum Marynarki Wojennej w Wejherowie otrzymało imię komandora Bohdana Wrońskiego[11]
- na uroczystym apelu obok fary w Gubinie dowódca garnizonu płk Zbigniew Smok złożył meldunek gen. Kwiatkowskiemu o rozformowaniu 5 Kresowej Brygady Zmechanizowanej i 5 Pułku Przeciwlotniczego[12]

14–15 września
- w Żarach pożegnano sztandary 11 Brygady Zmechanizowanej i 11 pułku artylerii[10]

19 września
- w Wojskowym Centrum Szkolenia dla potrzeb Sił Pokojowych ONZ pożegnano XVI zmianę polskiego kontyngentu wojskowego UNDOF wystawioną przez Śląski Okręg Wojskowy[10]
- w Kołobrzegu pożegnano sztandar 4 pułku artylerii mieszanej[10]
- ORP "Mewa" uczestniczył w specjalistycznym szkoleniu załóg okrętów przeznaczonych do stałych zespołów NATO, operujących na całym świecie[10]

20 września
- ministrowie obrony Polski, Czech Jaroslav Tvardik i Słowacji Josef Stank podpisali w Orawie umowę o powstaniu polsko-czesko-słowackiej brygady[10]
- prezydent Aleksander Kwaśniewski spotkał się z przedstawicielami MON, dowódcami sił zbrojnych i szefami służb specjalnych i rozmawiał o bezpieczeństwie Polski i ewentualnych konsekwencjach ataku terrorystycznego na USA[10]
- grupa operacyjna dowództwa 21 Brygady Strzelców Podhalańskich wraz z GO amerykańskiej 1 Dywizji Piechoty wzięła udział w ćwiczeniu dowódczo-sztabowym p.k. "Dual Eagle 2001"[10].
- w Zatoce Fińskiej na Bałtyku południowym rozgrywane były ćwiczenia p.k. "Open Spirit 2001". W ćwiczeniu udział wzięły trałowiec ORP „Śniardwy” i niszczyciel min ORP „Czajka”[10].

24–29 września
- w Babimoście i Powidzu rozegrano ćwiczenia taktyczne 21 Bazy Lotniczej w ramach kontroli TACEVAL[10]

26 września
- Rząd RP wystąpił do prezydenta Aleksandra Kwaśniewskiego o zgodę na wysłanie do Macedonii 25 żołnierzy 1 Pułku Specjalnego[10]

28 września
- minister obrony narodowej Bronisław Komorowski zawiesił szkolenie wojskowe w Szkołach Podchorążych Rezerwy. Główną przyczyną tej decyzji jest brak środków finansowych[10].
- Rada Miasta Augustowa wyróżniła 5 Brygadę Saperów im. gen. Ignacego Prądzyńskiego medalem "Za

zasługi dla miasta Augustowa"
29 września
- minister obrony narodowej Bronisław Komorowski podjął decyzję, że polska przestrzeń powietrzna zostanie otwarta dla samolotów USA[10]
- niszczyciel min ORP "Mewa" wypłynął na ćwiczenia p.k. "Sand Coast 2001" rozgrywane na Morzu Północnym[10]

30 września
- w Łasku zastępca szefa Biura Bezpieczeństwa Narodowego Marek Dukaczewski wręczył sztandar dowódcy 32 Bazy Lotniczej[10]

## Październik
1 października
- żołnierze 18 batalionu desantowo-szturmowego uczestniczyli w ćwiczeniach Sił Natychmiastowego Reagowania p.k. "Adventure Exange – Turcja 2001"[10]

5 października
- w dowództwie 1 Korpusu Zmechanizowanego odbył się trening sztabowy p.k. "Confident Help 2001". Ćwiczeniem kierowali oficerowie Podregionalnego Dowództwa NATO Północ-Wschód z Karup w Danii[10]
- 11 Dywizja Kawalerii Pancernej im. Króla Jana III Sobieskiego wyszła ze struktur Śląskiego Okręgou Wojskowego i weszła w podporządkowanie dowódcy 2 Korpusu Zmechanizowanego[10]
- pożegnano sztandar 5 Kresowej Brygady Zmechanizowanej[10]

9–12 października
- rozgrywano ćwiczenie p.k. "Topaz 2001". Celem ćwiczenia było zgrywanie wojewódzkich sztabów wojskowych w planowaniu i kierowaniu obroną militarną regionu[10]

10 października
- premier Jerzy Buzek zaprzeczył, jakoby USA poprosiły Polskę o wysłanie żołnierzy GROM do Afganistanu, a Polska taką zgodę wyraziła[10]
- w ośrodku szkolenia logistycznego Bundeswehry w Garlstedt szkolili się żołnierze 34 Brygady Kawalerii Pancernej[10]

18 października
- na Bliski Wschód wyjechała XVI zmiana Polskiego Kontyngentu Wojskowego UNIFIL[10]

19 października
- ministrem obrony narodowej został Jerzy Szmajdziński, sekretarzem stanu w MON Janusz Zemke[10]

24 października
- w rejonie zatok Meklemburskiej i Kilońskiej odbywały się polsko-niemieckie ćwiczenia sił obrony przeciwminowej "Passex 2001". Uczestniczyli w nich płetwonurkowie 12 dywizjonu trałowców, ORP "Jamno" i ORP "Dąbie"[10].
- decyzją Ministra Obrony Narodowej rozformowano 10 Batalion Zabezpieczenia im. gen. dyw. Stanisława Fiszera (z dniem 31 grudnia 2001)[10]

25 października
- szefem Wojskowych Służb Informacyjnych przestał być gen. bryg. Tadeusz Rusak; nowym szefem został gen. bryg. Marek Dukaczewski

26 października
- pożegnano sztandar 20 pułku artylerii przeciwpancernej[10]

30 października
- Ośrodek Szkolenia Specjalistów Czołgowych wyszedł ze struktur SOW i został podporządkowany Pomorskiemu Okręgowi Wojskowemu[10]

## Listopad
7 listopada
- w sztabie Pomorskiego Okręgu Wojskowego odbyło się przekazanie jednostek POW w podporządkowanie Dowództwa Wojsk Lądowych oraz 1 Korpusu Zmechanizowanego[10]

8 listopada
- w Wyższej Szkole Oficerskiej im.T. Kościuszki we Wrocławiu rozpoczęto ćwiczenia p.k. "Allied Effort 2001". Ich celem było przygotowanie połączonej operacji pokojowej pod egidą ONZ. Właściwa faza ćwiczeń rozpoczęła się 14 listopada, a wszystkie działania były symulowane na ekranach komputerów[10]

17 listopada
- 3 Brygada Zmechanizowana weszła w podporządkowanie dowódcy 1 Warszawskiej Dywizji Zmechanizowanej im. Tadeusza Kościuszki[10]

22 listopada
- w Nordycko-Polskiej Grupie SFOR w Doboju w Bośni i Hercegowinie odbyła się Medal-Parada[10]
- premier Leszek Miller poinformował, że na prośbę USA Polska szykuje do wysłania do Azji Środkowej i na wody Oceanu Indyjskiego 300-osobowy kontyngent[10]

28 listopada
- w gdyńskiej stoczni Marynarki Wojennej położono stępkę pod budowę prototypowej korwety wielozadaniowej projektu 621[10]

## Grudzień
3 grudnia
- premier Leszek Miller podczas spotkania w Sztabie Generalnym WP wysłuchał sprawozdań na temat planowanego udziału Polaków w afgańskiej operacji "Trwała wolność".Gotowość przygotowania kontyngentu określono na 10 stycznia 2002[10]

17 grudnia
- minister obrony Jerzy Szmajdziński zapowiedział nową politykę kadrową, gruntowne zmiany w infrastrukturze i szkolnictwie[10]

31 grudnia
- rozformowano Centralne Stanowisko Dowodzenia Wojsk Lotniczych i Obrony Powietrznej,
- rozformowano 26 Brygadę Rakietową Obrony Powietrznej w Gryficach, 2 Brygadę Łączności, 55 pułk przeciwlotniczy w Szczecinie Podjuchach, 2 Pomorski Pułk Rakiet im. hetmana Jana Zamoyskiego w Choszcznie[1].